# Darány
Darány est un village et une commune du comitat de Somogy en Hongrie.